# Watlack Hills
Die Watlack Hills sind eine Kette von zumeist eisfreien Gipfeln im westlichen Teil der Heritage Range des Ellsworthgebirges im westantarktischen Ellsworthland. Im Süden und Osten werden sie vom Dobbratz-Gletscher umflossen, im Westen liegt die Geländestufe White Escarpment und im Norden fließt der Splettstoesser-Gletscher.
Zu den Gipfeln der Kette gehören der 2000 m hohe Mount Twiss am nördlichen Ende, der 1450 m hohe Skelly Peak am Ende eines Ausläufers am nordöstlichen Ende und der 1730 m hohe Carnell Peak im südlichen Teil.
Ihren Namen erhielten die Watlack Hills von einer geologischen Expedition der University of Minnesota, die das Gebiet im Sommer 1963/64 erkundete. Sie benannte die Kette nach Chief Warrant Officer Richard G. Watlack (1932–2011), einem Piloten des 62nd Transportation Detachment der United States Army, der die Expedition vor Ort unterstützte.